# Mikaels församling
Mikaels församling är en församling i Örebro pastorat i Norra Närkes kontrakt i Strängnäs stift i Svenska kyrkan. Församlingen ligger i Örebro kommun i Örebro län.

## Administrativ historik
Församlingen bildades 1977 genom en utbrytning ur Längbro församling och utgjorde därefter till 2014 ett eget pastorat. Från 2014 ingår församlingen i Örebro pastorat.

## Kyrkor
- Sankt Mikaels kyrka